# 46925 Bradyharan
46925 Bradyharan è un asteroide della fascia principale. Scoperto nel 1998, presenta un'orbita caratterizzata da un semiasse maggiore pari a 2,611249 UA e da un'eccentricità di 0,048934, inclinata di 27,620085° rispetto all'eclittica. Ha un diametro di 16,091 km e un'albedo di 0,044.
Fa parte della famiglia di asteroidi Brucato.